# イスラームと児童性愛
イスラームと児童性愛（イスラームとじどうせいあい）とのかかわりは、他の宗教におけるそれと同様複雑である。論議は主として、古典イスラーム法における女児の結婚最低年齢（法定同意年齢）に集中する。

## 基本的事実

### 預言者ムハンマドとアーイシャ
ブハーリーのハディース集「真正集」によればイスラームの預言者ムハンマドは、メディナ時代の初期に9歳の少女アーイシャと結婚した。このときムハンマドは50代であったとされる。

### 古典イスラーム法の結婚最低年齢
古典イスラーム法の一般的な解釈において、女子の結婚最低年齢は9歳である。イスラーム法では結婚以外での性行為は認められていないので、事実上結婚最低年齢が法定同意年齢に該当する。10歳になるまでに礼拝ができるように教育される。イスラームにおける思春期は「10歳からブルーグまでの時期」．ブルーグとはムカッラフ（イスラーム法学上の義務行為を行う義務が課せられる者）になること。男の子は精通、女の子は初潮が来ると「ムカッラフ」となる。ブルーグに達した子どもたちは、すでに思春期を卒業し、「ムカッラフ」として、アッラーの元でイスラーム的な義務を負う「成人」の状態になる。
現在、多くのイスラーム教国では、結婚最低年齢はイスラーム法によらず、より高い15歳から18歳程度の年齢となっている。
逆に古典イスラーム法を施行する国家でも、イエメンなどでは非一般的な解釈にのっとり、女児の結婚最低年齢に関する法律を定めていない。そのため、9歳未満の女児との結婚・性行為も可能であり、問題視されている。

## 論争

### ムハンマドとアーイシャとの結婚に関する議論
ブハーリーの真正集によるムハンマドとアーイシャとの結婚時のアーイシャの年齢は、現代では非イスラーム圏でもよく知られるようになっている。非イスラーム世界の人間の中には、預言者ムハンマドを児童性暴力者、チャイルド・マレスターと非難する人間も少なくない。とりわけ反イスラーム主義者はこの事に関して強くムハンマドを非難している。例えばオランダの反イスラーム主義者のヒルスィ・アリ（Hirsi Ali）は、「自分が53歳のときに6歳の女の子と結婚し、9歳のときに結婚を完成させた変態」（“a pervert” for marrying a six-year-old girl, Aisha, when he was 53, and consummating the marriage when she was nine）と預言者ムハンマドを批判している。
日本では豊臣秀吉が10歳の幼女を側室にしており、その場合は結婚してもおおよそ初潮後の適齢になるまで性行為は行わないのが通例であった。インドのイスラーム学者マウラナ・ムハンマド・アリーはアーイシャがムハンマドと初夜を迎えた年齢は15歳であったと主張している。

### 古典イスラーム法上の結婚最低年齢に関する議論
古典イスラーム法上の結婚最低年齢にはいくつかの説がある。
通常の解釈に従えば、ブハーリーのハディースによるところの、預言者ムハンマドと結婚し、初性交を行ったときのアーイシャの年齢に基づき、少なくとも結婚に関しては9歳である。そのため現代の観点では女児に対する性的虐待であるとみなされる性行為も、結婚の上なら合法とされ、問題視されなかった。現代でもイランやサウジアラビアなどイスラーム世界のごく一部の国では、イスラーム法上の結婚最低年齢をそのまま施行しており、国際的な批判を浴びている。サウジでは親の借金のかたとして8歳の少女が結婚させられた事例がある。ただし、この場合裁判官は上記のイスラーム法で定められた年齢までは性行為を行わないよう夫に求めている。
上に挙げたイエメンのように、結婚最低年齢を定めない国もある。反イスラーム主義者の中には、このことを取り上げてイスラームは児童性愛・児童性的虐待を認める宗教と批判する人間も存在している。
現代のイスラーム教国のほとんどの法律では女性の結婚最低年齢や法的同意年齢は医学的な性的成熟を踏まえたものであり、15歳から18歳程度であって非イスラーム諸国とも変わらない。また当該国のイスラーム法学者の多数派の解釈もこのような法律を支持しており、古典イスラーム法に基づく9歳からの結婚・性行為の合法化を求めている人間は、きわめて少数派である。イランやサウジアラビアのような古典イスラーム法による結婚最低年齢を施行する国でも、実際はほとんどの人間は二十歳を過ぎて男女とも結婚している。このような事実を無視して、例の少ない事例を見つけ出してイスラーム全体とみなすのは不適切であるという意見もある。

## 参照
1. ↑  ブハーリーのハディース集成書『真正集』「婚姻の書」第39節第1項（アーイシャ自身からの伝）、同第40節（アーイシャおよび伝承者ヒシャームからの伝）、同第59節（伝承者ウルワからの伝）その他。ハディース中の「9歳で婚姻を完成させた」という一文が実際にある。
2. ↑  “続）ムスリムの子ども教育-６-預言者様(彼の上にアッラーの祝福と平安あれ)の子どもたちへの教育 - イスラーム勉強会ブログ”. 続）ムスリムの子ども教育-６-預言者様(彼の上にアッラーの祝福と平安あれ)の子どもたちへの教育 - イスラーム勉強会ブログ. 2020年7月7日閲覧。
3. ↑  “続）ムスリムの子ども教育-19-思春期の子ども達とのかかわり方(10)視聴者からの質問3 - イスラーム勉強会ブログ”. 続）ムスリムの子ども教育-19-思春期の子ども達とのかかわり方(10)視聴者からの質問3 - イスラーム勉強会ブログ. 2020年7月7日閲覧。
4. ↑  強制結婚させられた8歳の少女、離婚が成立
5. ↑  イエメンの裁判所、8歳の少女の離婚を認める
6. ↑  An Examination of Muhammad’s Marriage to a Prepubescent Girl And Its Moral Implications
7. ↑  Was Muhammad a Pedophile?
8. ↑  Anthony Browne, Film-maker is murdered for his art, Times Online, November 3, 2004
9. ↑  Maulana Muhammad Ali, The Living Thoughts of the Prophet Muhammad, p. 30, 1992, Ahmadiyya Anjuman Ishaat, ISBN 0-913321-19-2
10. ↑  “父親の借金清算で8歳女児結婚 サウジ、無効確認申し立て退ける”. 2009年1月10日時点のオリジナルよりアーカイブ。2008年12月28日閲覧。
11. ↑  8歳少女と47歳男性の結婚、裁判所が容認 サウジ[リンク切れ]
12. ↑  Islam and Pedophilia
13. ↑  イスラム聖職者会議、9歳からの女子結婚認める宗教令を批判 モロッコ ここでは法学者ムハンマド・アル＝マグラーウィーが預言者ムハンマドの事跡を理由に9歳との結婚・セックスは合法と主張している
14. ↑  Cleric marries 12-year-old アーカイブ 2008年10月31日 - ウェイバックマシン 問題となった法学者は、当該少女は初潮が来ているため結婚・セックスも合法であると主張している